# Amigos de Siria

Bandera nacional de Siria (1932-1958), actualmente utilizado en general por toda la Oposición siria.

El Grupo de Amigos del Pueblo Sirio (también conocido como Grupo de Amigos del Pueblo Sirio, o Amigos de la Democrática Siria, o simplemente Amigos de Siria) es un colectivo internacional diplomático de los países y los organismos de convocar periódicamente sobre el tema de Siria fuera del Consejo de Seguridad. El colectivo fue creado en respuesta a un derecho de veto de Rusia y China sobre una resolución del Consejo de Seguridad que condena a Siria.
El grupo fue iniciado por el entonces presidente francés Nicolas Sarkozy, y su primera reunión tuvo lugar el 24 de febrero en Túnez. La segunda reunión tuvo lugar el 1 de abril en Estambul, Turquía.
La tercera reunión del Grupo de Amigos de Siria tuvo lugar en París a principios de julio de 2012.

## Conferencia de Estambul
Setenta naciones participaron en la conferencia celebrada el 1 de abril de 2012, para apoyar a la oposición siria y aumentar la presión sobre el gobierno sirio. El Consejo Nacional Sirio afirmando que la oposición se ha unido ahora, pidió "medidas serias" y dijo que "se hará cargo del pago de los sueldos fijos del Ejército sirio gratis". El primer ministro turco defendió lo que llamó "sirios" derecho a la legítima defensa "y exigió a la comunidad internacional a hablar por el pueblo sirio. El primer ministro de Qatar, Hamad bin Jassim bin Jaber Al Thani, dijo: "También creemos que la comunidad internacional tiene la obligación moral de actuar. El derramamiento de sangre en Siria debe parar". La Liga Árabe, la Secretaría y Hillary Clinton (secretaria de Estado de EE.UU.) resaltaron el apoyo de tomar medidas más fuertes contra el gobierno sirio.

## Conferencia de París (2012)
La tercera reunión del Grupo de Amigos de Siria grupo abrió el 6 de julio de 2012 en París, Francia. Los oradores que tratan la reunión fueron William Hague, Laurent Fabius y Hillary Clinton.

## Conferencia en Catar (2013)
El 22 de junio, los amigos de Siria se reunieron en Catar para discutir sobre la creciente violencia de la guerra, que la había transformado en uno de los conflictos bélicos más potentes del Siglo XXI. 
Tras considerar las frecuentes derrotas que han sufrido los rebeldes en el último tiempo, la organización, impulsada por Estados Unidos, decidió iniciar un frecuente envío de armamento y capital a los rebeldes de la Colación Nacional Siria, para asegurar el triunfo de este bando en el conflicto.

## Participantes
Los participantes de todas las conferencias de los "Amigos de Siria" fueron los siguientes:

### Países
| - Albania - Alemania - Arabia Saudita - Argelia - Argentina - Armenia - Australia - Austria - Baréin - Bélgica - Belice - Bosnia y Herzegovina - Brasil - Bulgaria - Canadá - Chile - Chipre - Colombia - Camerún - Corea del Sur - Costa Rica - Croacia | - Dinamarca - Yibuti - Egipto - El Salvador - Emiratos Árabes Unidos - Eslovenia - España - Estados Unidos - Estonia - Filipinas - Finlandia - Francia - Georgia - Grecia - Guatemala - Haití - Honduras - Hungría - India - Indonesia - Irak - Irlanda | - Islandia - Italia - Japón - Jordania - Kirguistán - Kosovo - Kuwait - Letonia - Líbano - Libia - Lituania - Luxemburgo - Malasia - Malta - Marruecos - Mauritania - México - Moldavia - Nigeria - Noruega - Nueva Zelanda - Omán | - Países Bajos - Pakistán - Palestina - Panamá - Paraguay - Perú - Polonia - Portugal - Catar - Reino Unido - República Checa - República Dominicana - Rumania - Sierra Leona - Singapur - Sudáfrica - Suecia - Timor Oriental - Túnez - Turquía - Ucrania - Uruguay |

### Observadores
- Santa Sede[1]

### Grupos Opositores Sirios
- Consejo Nacional Sirio

### Organizaciones internacionales
- Unión Africana
- Liga Árabe
- Unión del Magreb Árabe
- Unión Europea
- Consejo de Cooperación para los Estados Árabes del Golfo
- Organización para la Cooperación Islámica
- Organización de las Naciones Unidas